# Елізабет Перссон
Елізабет Перссон  (швед. Elisabeth Persson, 21 лютого 1964) — шведська керлінгістка, олімпійська медалістка.

## Виступи на Олімпіадах
| Олімпіада           | Дисципліна | Місце |
| ------------------- | ---------- | ----- |
| Нагано 1998         | керлінг    | 3     |
| Солт-Лейк-Сіті 2002 | керлінг    | 6     |

## Зовнішні посилання
- Досьє на sport.references.com [Архівовано 12 серпня 2011 у Wayback Machine.]

| Kmjhksyscn | Це незавершена стаття про кьорлінґіста чи кьорлінґістку. Ви можете допомогти проєкту, виправивши або дописавши її. |